# Nazionale di sci alpino della Francia
La nazionale di sci alpino della Francia è la squadra nazionale che rappresenta la Francia in tutte le manifestazioni dello sci alpino, dalle Olimpiadi ai Mondiali, dalla Coppa del Mondo alla Coppa Europa.
Raggruppa tutta gli sciatori di nazionalità francese selezionati dagli appositi organi ed è posta sotto l'egida della Federazione sciistica della Francia; è divisa in una squadra maschile e in una femminile, a loro volta articolate su vari livelli ("Nazionale A" o "di Coppa del Mondo", "Nazionale B" o "di Coppa Europa", ecc.); sono inoltre previste squadre giovanili, che prendono parte ai Mondiali juniores e alle altre manifestazioni internazionali di categoria.

## Storia
È una delle maggiori squadre nazionali di sci alpino, vanta numerosi successi in Coppa del Mondo, a partire da Jean-Claude Killy (vincitore di due CdM), Luc Alphand e Alexis Pinturault (vincitori di una CdM ciascuno) in campo maschile e di Michèle Jacot (vincitrice di una CdM) in campo femminile nonché di altri atleti di spessore come: Sébastien Amiez, Pierrick Bourgeat, Yves Dimier, Julien Lizeroux, Franck Piccard, Laure Pequegnot, Régine Cavagnoud, Jean-Baptiste Grange, Antoine Dénériaz e Tessa Worley.
Considerevoli anche i successi nei Campionati mondiali di sci alpino e ai Giochi Olimpici Invernali.
Nel 1973 un gruppo di atleti di primo piano della squadra contestò platealmente i responsabili tecnici, Jean Vuarnet e Georges Joubert, e la Federazione sciistica della Francia reagì mettendo fuori squadra un gruppo atleti di primo piano: Jean-Noël Augert, Henri Bréchu, Bernard Charvin, Henri Duvillard, Bernard Grosfilley, Britt Lafforgue, Ingrid Lafforgue, Bernard Orcel e Roger Rossat-Mignod (altri atleti inizialmente esclusi furono poi reintegrati, tra i quali Gérard e Michel Bonnevie).

## Risultati in Coppa del Mondo

### Uomini
In attività
| Sciatore             | Generale | Discesa libera | Supergigante | Slalom gigante | Slalom speciale | Combinata | Totale |
| -------------------- | -------- | -------------- | ------------ | -------------- | --------------- | --------- | ------ |
| Jean-Claude Killy    | 2        | 1              | -            | 2              | 1               | -         | 6      |
| Alexis Pinturault    | 1        | -              | -            | 1              | -               | 4         | 6      |
| Luc Alphand          | 1        | 3              | 1            | -              | -               | -         | 5      |
| Jean-Noël Augert     | -        | -              | -            | -              | 3               | -         | 3      |
| Patrick Russel       | -        | -              | -            | 1              | 2               | -         | 3      |
| Alain Penz           | -        | -              | -            | -              | 2               | -         | 2      |
| Jean-Baptiste Grange | -        | -              | -            | -              | 1               | -         | 1      |
| Frédéric Covili      | -        | -              | -            | -              | 1               | -         | 1      |
| Sébastien Amiez      | -        | -              | -            | -              | 1               | -         | 1      |
| Totale               | 4        | 4              | 1            | 4              | 11              | 4         | 28     |

### Donne
In attività
| Sciatrice                   | Generale | Discesa libera | Supergigante | Slalom gigante | Slalom speciale | Combinata | Totale |
| --------------------------- | -------- | -------------- | ------------ | -------------- | --------------- | --------- | ------ |
| Carole Merle                | -        | -              | 4            | 2              | -               | -         | 6      |
| Marielle Goitschel          | -        | 1              | -            | -              | 2               | -         | 3      |
| Michèle Jacot               | 1        | -              | -            | 1              | -               | -         | 2      |
| Britt Lafforgue             | -        | -              | -            | -              | 2               | -         | 2      |
| Isabelle Mir                | -        | 2              | -            | -              | -               | -         | 2      |
| Tessa Worley                | -        | -              | -            | 2              | -               | -         | 2      |
| Carole Montillet            | -        | -              | 1            | -              | -               | -         | 1      |
| Laure Pequegnot             | -        | -              | -            | -              | 1               | -         | 1      |
| Régine Cavagnoud            | -        | -              | 1            | -              | -               | -         | 1      |
| Marie-Cécile Gros-Gaudenier | -        | 1              | -            | -              | -               | -         | 1      |
| Perrine Pelen               | -        | -              | -            | -              | 1               | -         | 1      |
| Patricia Emonet             | -        | -              | -            | -              | 1               | -         | 1      |
| Ingrid Lafforgue            | -        | -              | -            | -              | 1               | -         | 1      |
| Françoise Macchi            | -        | -              | -            | 1              | -               | -         | 1      |
| Annie Famose                | -        | -              | -            | -              | 1               | -         | 1      |
| Totale                      | 1        | 4              | 6            | 6              | 9               | 0         | 26     |

### Sciatori più vincenti
Nella tabella seguente sono riportati i primi 10 sciatori francesi per numero di vittorie in Coppa del Mondo.
     In attività
| #  | Atleta               | Vittorie | Specialità | Specialità | Specialità | Specialità | Specialità | Specialità | Podi |
| #  | Atleta               | Vittorie | DH         | SG         | GS         | SL         | KB         | PR         | Podi |
| -- | -------------------- | -------- | ---------- | ---------- | ---------- | ---------- | ---------- | ---------- | ---- |
| 1  | Alexis Pinturault    | 34       | -          | 1          | 18         | 3          | 10         | 2          | 71   |
| 2  | Jean-Claude Killy    | 18       | 6          | -          | 7          | 5          | -          | -          | 24   |
| 3  | Jean-Noël Augert     | 15       | -          | -          | 2          | 13         | -          | -          | 30   |
| 4  | Patrick Russel       | 13       | -          | -          | 4          | 9          | -          | -          | 27   |
| 5  | Luc Alphand          | 12       | 10         | 2          | -          | -          | -          | -          | 23   |
| 6  | Jean-Baptiste Grange | 9        | -          | -          | -          | 8          | 1          | -          | 18   |
| 6  | Clément Noël         | 9        | -          | -          | -          | 9          | -          | -          | 17   |
| 8  | Henri Duvillard      | 6        | 3          | -          | 2          | 1          | -          | -          | 20   |
| 9  | Alain Penz           | 5        | -          | -          | 1          | 4          | -          | -          | 12   |
| 10 | Franck Piccard       | 4        | 1          | 2          | 1          | -          | -          | -          | 11   |

### Sciatrici più vincenti
Nella tabella seguente sono riportate le prime sciatrici francesi più vincenti in Coppa del Mondo.
     In attività
| # | Atleta             | Vittorie | Specialità | Specialità | Specialità | Specialità | Specialità | Specialità | Podi |
| # | Atleta             | Vittorie | DH         | SG         | GS         | SL         | KB         | PR         | Podi |
| - | ------------------ | -------- | ---------- | ---------- | ---------- | ---------- | ---------- | ---------- | ---- |
| 1 | Carole Merle       | 22       | -          | 12         | 10         | -          | -          | -          | 44   |
| 2 | Tessa Worley       | 16       | -          | -          | 16         | -          | -          | -          | 36   |
| 3 | Perrine Pelen      | 15       | -          | -          | -          | 15         | -          | (1)        | 43   |
| 4 | Michèle Jacot      | 10       | 1          | -          | 6          | 3          | -          | -          | 21   |
| 4 | Françoise Macchi   | 10       | 2          | -          | 6          | 2          | -          | -          | 22   |
| 6 | Isabelle Mir       | 9        | 8          | -          | 1          | -          | -          | -          | 26   |
| 7 | Régine Cavagnoud   | 8        | 3          | 4          | 1          | -          | -          | -          | 23   |
| 7 | Carole Montillet   | 8        | 4          | 4          | -          | -          | -          | -          | 25   |
| 9 | Marielle Goitschel | 7        | 2          | -          | -          | 5          | -          | -          | 15   |
| 9 | Britt Lafforgue    | 7        | -          | -          | 2          | 5          | -          | -          | 15   |
| 9 | Ingrid Lafforgue   | 7        | -          | -          | 1          | 6          | -          | -          | 14   |

## Risultati ai Mondiali
Nella tabella seguente sono riportate le medaglie vinte dalla Francia nelle varie edizioni dei Campionati mondiali di sci alpino.
| Anno   | Luogo                          | Paese       | Oro | Argento | Bronzo | Totale |
| ------ | ------------------------------ | ----------- | --- | ------- | ------ | ------ |
| 1931   | Mürren                         | Svizzera    | -   | -       | -      | -      |
| 1932   | Cortina d'Ampezzo              | Italia      | -   | -       | -      | -      |
| 1933   | Innsbruck                      | Austria     | -   | -       | -      | -      |
| 1934   | Sankt Moritz                   | Svizzera    | -   | -       | -      | -      |
| 1935   | Mürren                         | Svizzera    | -   | 2       | 1      | 3      |
| 1936   | Innsbruck                      | Austria     | -   | -       | -      | -      |
| 1937   | Chamonix                       | Francia     | 3   | 2       | -      | 5      |
| 1938   | Engelberg                      | Svizzera    | 2   | 2       | -      | 4      |
| 1939   | Zakopane                       | Polonia     | -   | -       | -      | -      |
| 1939   | Sankt Moritz                   | Svizzera    | 2   | 1       | 2      | 5      |
| 1950   | Aspen                          | Stati Uniti | -   | 1       | 3      | 4      |
| 1952   | Oslo                           | Norvegia    | -   | -       | -      | -      |
| 1954   | Åre                            | Svezia      | 1   | 1       | 2      | 4      |
| 1956   | Cortina d'Ampezzo              | Italia      | -   | 1       | -      | 1      |
| 1958   | Bad Gastein                    | Austria     | -   | -       | 2      | 2      |
| 1960   | Squaw Valley                   | Stati Uniti | 2   | 1       | 2      | 5      |
| 1962   | Chamonix                       | Francia     | 2   | 3       | -      | 5      |
| 1964   | Innsbruck                      | Austria     | 4   | 3       | -      | 7      |
| 1966   | Portillo                       | Cile        | 7   | 7       | 2      | 16     |
| 1968   | Grenoble                       | Francia     | 5   | 4       | 2      | 11     |
| 1970   | Val Gardena                    | Italia      | 3   | 5       | 2      | 10     |
| 1972   | Sapporo                        | Giappone    | -   | 2       | 1      | 3      |
| 1974   | Sankt Moritz                   | Svizzera    | 2   | 1       | 1      | 4      |
| 1976   | Innsbruck                      | Austria     | -   | 1       | 1      | 2      |
| 1978   | Garmisch-Partenkirchen         | Germania    | -   | -       | 1      | 1      |
| 1980   | Lake Placid                    | Stati Uniti | -   | -       | 1      | 1      |
| 1982   | Schladming                     | Austria     | 1   | 1       | -      | 2      |
| 1985   | Bormio                         | Italia      | 1   | 1       | -      | 2      |
| 1987   | Crans-Montana                  | Svizzera    | -   | -       | -      | -      |
| 1989   | Vail                           | Stati Uniti | -   | 1       | -      | 1      |
| 1991   | Saalbach-Hinterglemm           | Austria     | -   | 2       | 1      | 3      |
| 1993   | Morioka                        | Giappone    | 1   | -       | -      | 1      |
| 1996   | Sierra Nevada                  | Spagna      | -   | 1       | 1      | 2      |
| 1997   | Sestriere                      | Italia      | -   | 1       | 1      | 2      |
| 1999   | Vail/Beaver Creek              | Stati Uniti | -   | -       | 1      | 1      |
| 2001   | Sankt Anton am Arlberg         | Austria     | 1   | 1       | 1      | 3      |
| 2003   | Sankt Moritz                   | Svizzera    | -   | -       | -      | -      |
| 2005   | Bormio/Santa Caterina Valfurva | Italia      | -   | -       | 1      | 1      |
| 2007   | Åre                            | Svezia      | -   | -       | 1      | 1      |
| 2009   | Val-d'Isère                    | Francia     | -   | 3       | -      | 3      |
| 2011   | Garmisch-Partenkirchen         | Germania    | 2   | 1       | 1      | 4      |
| 2013   | Schladming                     | Austria     | 2   | 1       | 1      | 4      |
| 2015   | Vail/Beaver Creek              | Stati Uniti | 1   | -       | 2      | 3      |
| 2017   | Sankt Moritz                   | Svizzera    | 2   | -       | -      | 2      |
| 2019   | Åre                            | Svezia      | 1   | 1       | 1      | 3      |
| 2021   | Cortina d'Ampezzo              | Italia      | 2   | 1       | 2      | 5      |
| Totale | Totale                         | Totale      | 47  | 52      | 37     | 136    |

## Risultati alle Olimpiadi
Nella tabella seguente sono riportate le medaglie vinte dalla Francia nello sci alpino alle varie edizioni dei Giochi olimpici invernali. 
| Anno   | Luogo                  | Paese         | Oro | Argento | Bronzo | Totale |
| ------ | ---------------------- | ------------- | --- | ------- | ------ | ------ |
| 1936   | Garmisch-Partenkirchen | Germania      | -   | -       | 1      | 1      |
| 1948   | Sankt Moritz           | Svizzera      | 2   | 1       | 2      | 5      |
| 1952   | Oslo                   | Norvegia      | -   | -       | -      | -      |
| 1956   | Cortina d'Ampezzo      | Italia        | -   | -       | -      | -      |
| 1960   | Squaw Valley           | Stati Uniti   | 1   | -       | 2      | 3      |
| 1964   | Innsbruck              | Austria       | 3   | 3       | -      | 6      |
| 1968   | Grenoble               | Francia       | 4   | 3       | 1      | 8      |
| 1972   | Sapporo                | Giappone      | -   | 1       | 1      | 2      |
| 1976   | Innsbruck              | Austria       | -   | -       | 1      | 1      |
| 1980   | Lake Placid            | Stati Uniti   | -   | -       | 1      | 1      |
| 1984   | Sarajevo               | Jugoslavia    | -   | 1       | 2      | 3      |
| 1988   | Calgary                | Canada        | 1   | -       | 1      | 2      |
| 1992   | Albertville            | Francia       | -   | 2       | 1      | 3      |
| 1994   | Lillehammer            | Norvegia      | -   | -       | -      | -      |
| 1998   | Nagano                 | Giappone      | 1   | -       | 1      | 2      |
| 2002   | Salt Lake City         | Stati Uniti   | 2   | 2       | -      | 4      |
| 2006   | Torino                 | Italia        | 1   | 1       | -      | 2      |
| 2010   | Vancouver              | Canada        | -   | -       | -      | -      |
| 2014   | Soči                   | Russia        | -   | 1       | 1      | 2      |
| 2018   | Pyeongchang            | Corea del Sud | -   | 1       | 2      | 3      |
| 2022   | Pechino                | Cina          | 1   | 1       | 1      | 3      |
| Totale | Totale                 | Totale        | 16  | 17      | 18     | 51     |